# ミツワー
ミツワー（ヘブライ語: מצוה, mitzwāh〈複数形は mitzwōth〉、英: mitzvah）は、ユダヤ教において、ミクラー本文（成文トーラー）、口伝トーラー、またはラビ（キリスト教的用語では「律法学者」）によるいわゆる「戒律」のこと。文字どおりには神からユダヤ人への「命じ」。ミツヴァがユダヤ人の発音に近い。善行・慈善行為、気前の良い行動のこともこのように呼ばれる。敬虔なユダヤ人は文化として幼いころから自然と身に着ける。このミツワーによって、ユダヤ教徒の生活はかなり敬虔なものになる。
ミツワーという語は、狭義には肯定的なミツワー（613のミツワーを参照）のみを指す。否定的なミツワーには、アベーラー（עֲבֵרָה ăbhērāh, 逸脱、罪）という言葉が使用される。もちろん、アベーラーを実行しないからといって「トーラーによって罪に閉じ込められる」わけでなく、また積極的ミツワーを実行しないことは罪である。